# 죽음의 무도

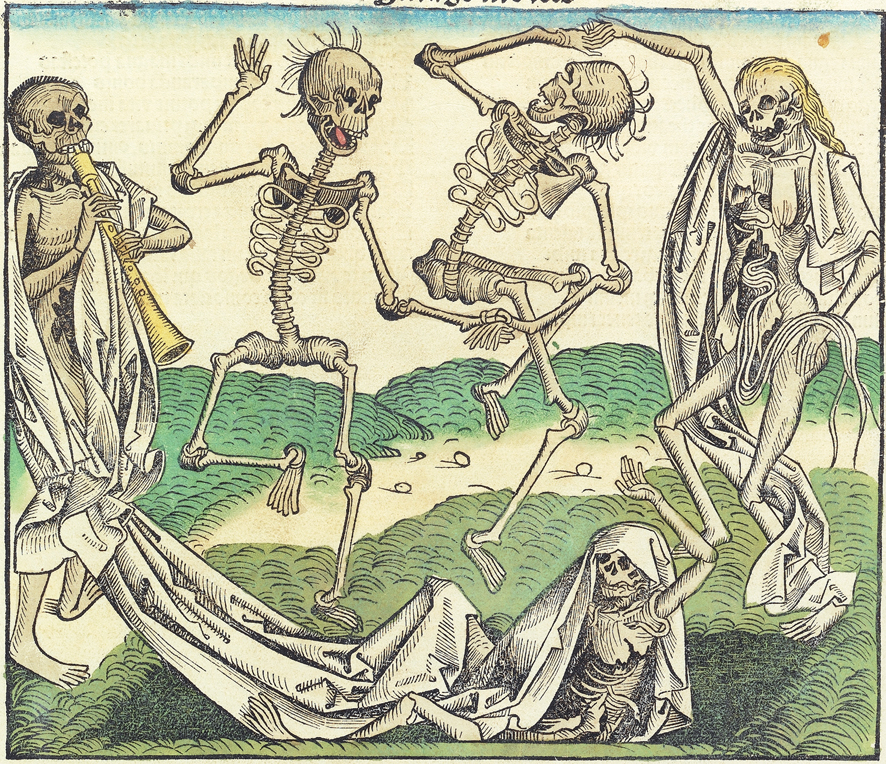
하르트만 셰델의 《뉘른베르크 연대기》 속 미하엘 볼게무트(Michael Wolgemut)가 그린 《죽음의 무도》, 1493년.

《죽음의 무도》(-舞蹈, 프랑스어: Danse Macabre, 영어: Dance of Death, 스페인어: Danza de la Muerte, 이탈리아어: Danza Macabra, 포르투갈어: Dança da Morte, 독일어: Totentanz, 네덜란드어: Dodendans, 에스토니아어: Surmatants, 카탈루냐어: Dansa de la Mort)란 중세 말기에 유행한, 죽음의 보편성에 대한 알레고리를 묘사하는 미술 장르이다. 죽음의 무도는 시체들 또는 의인화된 죽음이 살아 있는 모든 자들을 대표하는 산 자들, 즉 교황·황제·국왕·어린이·노동자 등과 만나거나, 또는 무덤 주위에서 덩실덩실 춤을 추는 것으로 이루어져 있다. 그리하여 생명이 얼마나 허무한지, 현세의 삶의 영광이 얼마나 헛된 것인지를 보는 이에게 일깨우려 하는 것이다.

## 배경
프란시스 랩(1926 - 2020)은 “그리스도인들은 어머니의 무릎 위에서 노는 아기 예수의 모습에 감동했고, 그들의 마음은 피에타에 감동받았고, 수호성인들은 그들의 존재로 그들을 안심시켰다. 죽음의 무도는 그들에게 세상의 모든 것의 종말을 잊지 말라고 촉구했다.” 이 죽음의 무도는 마을 미인대회와 궁정가면극에서 사람들이 “다양한 사회 계층의 시체로 분장”하여 제정되었으며, 아마도 할로윈(Allhallowtide) 동안 입는 의상의 기원이 되었다.
안나 루이스 데 오르뮤(Anna Louise Des Ormeaux)는 그녀의 논문 《흑사병과 14세기와 15세기 예술에 미치는 영향》에서 흑사병이 예술에 미친 영향을 설명하면서 죽음의 무도를 언급했다.
| “ | 일부 역병 예술에는 역병의 사망률이나 역병에 의해 증대된 죽음에 대한 공포와 공포에 대한 중세의 매혹에 직접적인 영향을 받은 섬뜩한 이미지가 포함되어 있다. 다른 페스트 예술은 희망을 주기 위해 종교에 의존하는 사람들에게 직접적으로 반응하는 주제이다. | ” |

질병의 대량 발생, 전염병의 문화적 영향은 일시적이거나 일시적인 것이 아니다. 그 영향은 문화와 사회에 깊이 새겨져 있는 발병 초기 단계를 지나도 지속될 수 있다. 이것은 사람들이 그들을 둘러싼 죽음에 대처하려고 시도하는 죽음의 무도의 작품과 주제에서 볼 수 있다.

## 그림
가장 초기에 기록된 시각적 예는 파리의 성스러운 인노첸시오 묘지 남쪽 벽에 있는 잃어버린 벽화이다. 그것은 베드포드 공작 존(1389~1435)의 섭정 기간인 1424~25년에 그렸다. 그것은 프랑스에 대관식 왕이 없었을 때 죽은 왕관을 쓴 왕을 강조적으로 포함하는 것을 특징으로 한다. 벽화에는 정치적인 내용이 포함되었을 수 있다.

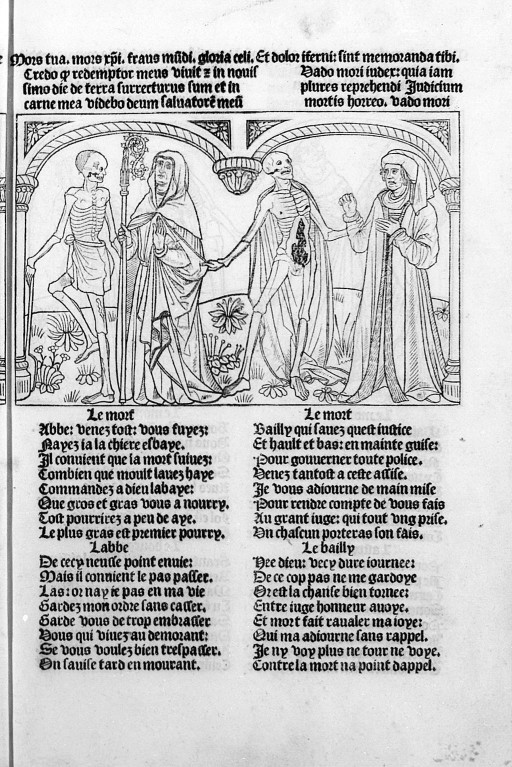
파리의 기 마르샹(Guy Marchant)에 의해 인쇄된 1486년 책의 축소판인 죽음의 무도를 추는 수도원장과 집행관

1516년/1517년에 니클라우스 마누엘(1484-1530)이 베른에 있는 도미니카 수도원의 묘지벽에 주목할만한 예를 그렸다. 이 예술 작품은 1660년 성벽이 무너지면서 파괴되었지만, 알브레히트 카우(1621-1681)의 1649년 사본이 남아 있다. 1430년경에 그려진 죽음의 무도가 런던의 올드 세인트폴 대성당에 있는 파던 교회마당의 벽에 전시되었는데, 존 리드게이트(1370-1451)의 성 파울리가의 춤(Dance of (St) Poulys)으로 알려진 텍스트가 있다. 이것은 1549년에 파괴되었다.
되풀이되는 기근, 프랑스의 백년 전쟁, 그리고 무엇보다도 흑사병과 같은 14세기의 치명적인 공포는 유럽 전역에서 문화적으로 동화되었다. 갑작스럽고, 고통스러운 죽음의 도처에 있는 가능성은 참회에 대한 종교적 욕구를 증가시켰지만, 여전히 가능한 동안 오락에 대한 히스테릭한 욕구(차가운 위로처럼 마지막 춤)를 불러일으켰다. 죽음의 무도는 두 가지 욕망을 결합한다. 여러 면에서 중세 미스터리 연극과 유사하며, 죽음과 함께 춤을 추는 우화는 원래 사람들에게 죽음의 필연성을 일깨우고 항상 죽음에 대비할 것을 강력히 권고하는 교훈적인 대화시였다. (메멘토 모리와 아르스 모리엔디(죽음의 기술) 참조)
연극으로 공연될 수 있었던 죽음과 죽음의 희생자들 사이의 짧은 구절 대화는 독일과 스페인에서 흑사병의 직접적인 여파에서 찾아볼 수 있다. (각각 토텐탄츠와 라 단자 데 라 무에르테(la Danza de la Muerte)로 알려져 있다.)
프랑스어로 죽음의 무도(Danse Macabre)는 문자 그대로 ‘마카비의 춤’인 라틴어 Chorea Machabæorum에서 파생된 것일 수 있다. 제2경전의 마카비 2서에는 어머니와 일곱 아들의 암울한 순교가 묘사되어 있으며, 중세 시대에 잘 알려진 주제였다. 마카비의 희생자들은 일부 초기 프랑스 연극에서 기념되거나, 사람들이 이 책의 희생에 대한 생생한 설명을 죽음과 그 먹이 사이의 상호 작용과 연관시켰을 가능성이 있다.
다른 설명은 이 용어가 스페인을 통해 프랑스에 들어왔고 아랍어 : مقابر, maqabir (복수형., "공동묘지")가 단어의 어원이라는 것이다. 대화와 진화하는 그림 모두 문맹자(대다수)도 이해할 수 있는 표면적인 참회 교훈이었다.

## 벽화
죽음을 다룬 프레스코와 벽화는 오랜 전통을 갖고 널리 퍼졌다. 예를 들어, 3인의 생자와 3인의 사자()가 대표적인 전설이다. 말을 타거나 사냥을 하던 중 3명의 젊은 신사가 3명의 시신(때로는 그들의 조상으로 묘사됨)을 만나 그들에게 경고한다. “우리는 과거의 당신이며, 우리는 당신이 될 것이다.”(Quod fuimus, estis; quod sumus, vos eritis) 13세기 이후로 그 전설의 수많은 벽화판이 살아남았다. (예: 비스마르 병원 교회 또는 피터버러 외곽의 주거용 롱쏘프 탑에서) 수의로 덮인 사람과 시체의 연속적인 그림을 보여주기 때문에 이러한 그림은 때때로 새로운 장르의 문화적 선구자로 간주된다.
죽음의 무도 그림은 죽음 또는 더 일반적으로 죽은 무도가와 살아있는 무도가가 번갈아 가며 춤을 추는 원형 춤을 보여줄 수 있다. 중세 계층의 가장 높은 계급(대개 교황과 황제)에서 가장 낮은 계급(거지, 농민, 어린이)으로 내려갈 때, 각 인간의 손은 움직이는 해골이나 시체에 의해 잡힌다. 뤼베크의 성 마리아 교회에 있는 베른트노케의 유명한 토텐탄츠(제2차 세계 대전 중 연합군의 뤼베크 폭격으로 파괴됨)는 죽은 무용수를 매우 활기차고, 민첩하게 표현하여 실제로 춤을 추고 있는 듯한 인상을 주었지만, 살아있는 춤 파트너는 서투르고 수동적으로 보였다. 이러한 거의 모든 그림에서 명백한 계급 구분은 궁극적인 동등화 장치로서의 죽음에 의해 완전히 무력화된다는 사회 비판적 요소가 전체 장르에 미묘하게 내재되어 있다. 예를 들어, 메트니츠의 토텐탄츠는 왕관을 쓴 교황이 죽음에 의해 지옥으로 끌려가는 방법을 보여준다.

## 같이 보기
- 무도광
- 댄싱 폴베어러스